# Кардіфф Девілс
«Кардіфф Девілс» (англ. Cardiff Devils) — хокейний клуб з Кардіффа, Велика Британія. Заснований у 1986 році.

## Історія
У 1987 команда виступає в Британській хокейній лізі. У 1989 «дияволи» посідають перше місце та підвищились до Прем'єр-ліги, де вони в першому ж сезоні здобувають золоті нагороди. У 1993 та 1994 роках «Кардіфф Девілс» повторили успіх. У 1997 уельський клуб став чемпіоном новоствореної Британської хокейної суперліги, а в 1999 році вони виграли свій четвертий титул.
У 2001 через фінансові труднощі клуб розпродав гравців та був змушений виступати у Британській національній лізі.
У 2003 «Кардіфф Девілс» став одним із засновників Британської елітної ліги. У першому сезоні вони посіли п'яте місце, а в плей-оф поступились майбутнім чемпіонам «Шеффілд Стілерс». Наступного сезону вони також поступились у півфіналі цього разу «Ноттінгем Пантерс».
У 2006 клуб здобув Кубок Виклику здолавши у фіналі «Ковентрі Блейз»‎.
У сезоні 2012–13 під час локауту в НХЛ за клуб виступав канадець Пол Біссоннет.
У сезоні 2014–15 «дияволи» повторили свій дев'ятирічний успіх.
У сезоні 2016–17 «Девілс» виграв регулярний сезон але в плей-оф поступились «Шеффілд Стілерс».
Наступного сезону «дияволи» зробили дубль виграли регулярний чемпіонат та Кубок Виклику.
У сезоні 2018–19 «Кардіфф Девілс» посів друге місце в регулярній сезоні, а у фіналі плей-оф переграли «Ковентрі Блейз»‎.
У сезоні 2019–20 «Девілс» фінішував на першому місці, за регламентом всі учасники змагань мали провести по 54 матчі але через карантин команди провели не рівну кількість ігр. 13 березня 2020 року решта регулярного чемпіонату та плей-оф було скасовано через пандемію COVID-19.

## Домашня арена
З 1986 по 2006 домашнею ареною клубу був Національний льодовий стадіон Уельса (англ. Wales National Ice Rink), який вміщував 2500 глядачів. «Дияволи» виступали на тимчасовій арені. 29 травня 2014 розпочали будівництво нової арени для команди, яку відкрили 12 березня 2016 року. Новий стадіон отримав назву «Айс Арена Уельс» та вміщує 3 088 глядачів.

## Досягнення
Британська елітна ліга:
- 1989–90, 1992–93, 1993–94, 1996–97, 2016–17, 2017–18

Британська елітна ліга (плей-оф):
- 1989–90, 1992–93, 1993–94, 1998–99, 2017–18, 2018–19

Кубок Виклику:
- 2006, 2015, 2017, 2018

Континентальний кубок:
- 2024–25

## Закріплені номери
- 7 Даг Маківен
- 9 Джон Лоулес
- 10 Джейсон Стоун
- 14 Браян Діксон
- 19 Стів Морія
- 26 Бред Вот
- 35 Шеннон Хоуп